# Jenseits von Gut und Böse (Nietzsche)

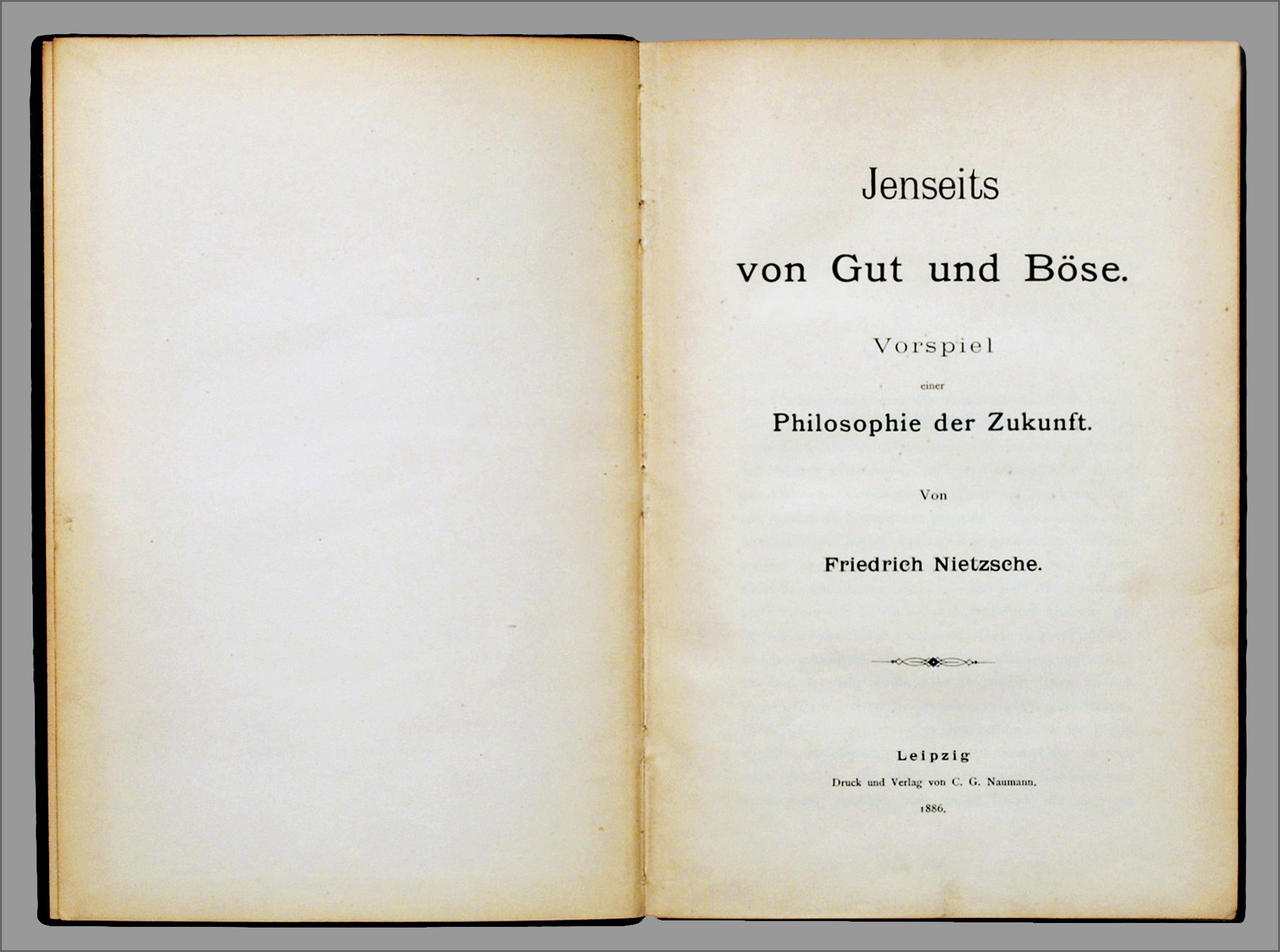
Erstausgabe des Werkes von 1886

Jenseits von Gut und Böse. Vorspiel einer Philosophie der Zukunft ist ein Werk Friedrich Nietzsches, das im Jahr 1886 erschien und auf eine Kritik überkommener Moralvorstellungen zielt.
Das Werk bildet den Übergang von Nietzsches mittlerer, eher dichterisch, positiv geprägten Schaffensperiode zu seinem von nihilistischem Denken dominierten späteren Werk. Es trägt den Untertitel „Vorspiel einer Philosophie der Zukunft“. Jenseits von Gut und Böse war das Denken in der prähistorischen Zeit, in der Handlungen nach ihrer Wirkung beurteilt wurden. Die Moral kam erst, als man Handlungen nach ihrer Absicht beurteilte. Nietzsche fordert nun, wieder zu der Perspektive der vormoralischen Zeit zurückzukehren. Er suchte eine Moral jenseits bestehender Normen und Werte, die nicht an die historische, von der Religion beeinflusste Tradition gebunden ist. Sein Gegenentwurf ist eine neuartige Philosophie der „Immoralität“, die an die jeweiligen Perspektiven des Menschen gebunden ist. (JGB 32) Diese verband er mit dem Konzept des Willens zur Macht, der für den Menschen und die ganze Natur das bestimmende Prinzip sei. Zugleich übte Nietzsche eine grundlegende Kritik an der Gesellschaft seiner Zeit, aus der heraus er eine Umwertung aller Werte forderte, die sich am Willen zur Macht und einem vornehmen Leben orientiert.
Das heute in der Nietzsche-Forschung übliche Sigel des Buches ist JGB.

## Einordnung in Nietzsches Schriften

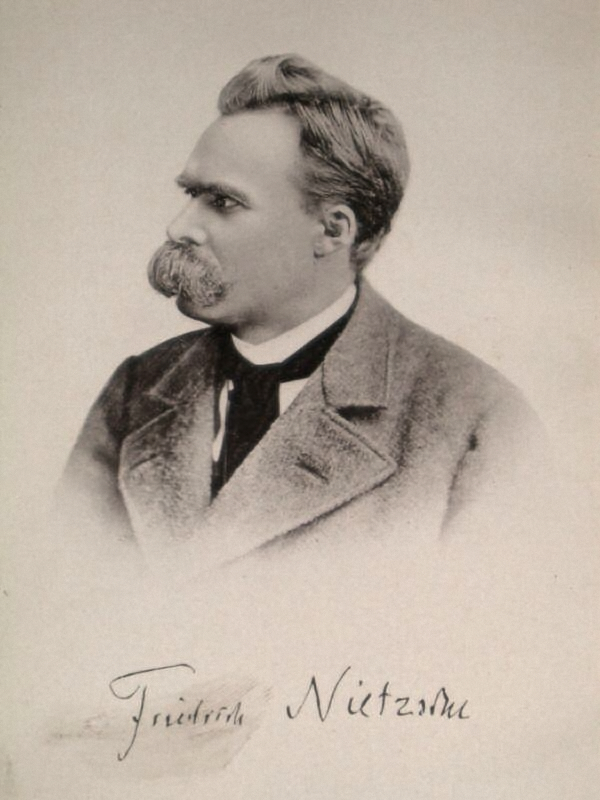
Friedrich Nietzsche um 1885

Nach Giorgio Colli werden in Jenseits von Gut und Böse „zentrale Themen aus der Zeit von Menschliches, Allzumenschliches bis zur Fröhlichen Wissenschaft“ vor allem in Hinblick auf die Moralphilosophie wieder aufgenommen und verarbeitet. Mazzino Montinari unterteilte das Schaffen Nietzsches in drei Phasen, von denen die erste den Zeitraum bis vor den Zarathustra (1882) umfasst, die mittlere den Zarathustra selbst ausmacht und die Spätphase alle Werke danach (ab 1886). Danach wäre Jenseits von Gut und Böse das erste Werk der Spätphase, das in der Genealogie der Moral eine Wiederaufnahme und Verstärkung der wichtigsten Themen erfuhr. In Ecce Homo nahm Nietzsche selbst eine Einteilung seiner philosophischen Schriften vor. Er unterschied vier Gruppen: Als Schriften der Krisis bezeichnete er seine frühen Schriften (Geburt der Tragödie (1872), Unzeitgemäße Betrachtungen (1873–1876) und Menschliches, Allzumenschliches (1878–1880) (KSA 6, EH 323)). Es folgen drei „jasagende“ Bücher mit Morgenröte (1881), Fröhliche Wissenschaft (1882/1887) und als Höhepunkt Zarathustra (1883–1885) (KSA 6, EH 330, 333 und 343). Hieran schließen sich drei „neinsagende“ Bücher an, von denen Jenseits von Gut und Böse das erste ist. Es folgten Genealogie der Moral (1887) sowie die Götzen-Dämmerung (1889). Der Nietzsche des Spätwerks führte in diesen Schriften einen „großen Krieg“ gegen die herkömmliche Moral, die es ihm zu überwinden galt. (EH 351) Seine späten Schriften fasste er schließlich unter „Umwerthung“ zusammen (KSA 6, EH 355). Zu den neinsagenden Büchern bemerkte er:
„Nachdem der jasagende Theil meiner Aufgabe gelöst war, kam die neinsagende,  n e i n t h u e n d e  Hälfte derselben an die Reihe: die Umwerthung der bisherigen Werthe selbst, der grosse Krieg, – die Heraufbeschwörung eines Tags der Entscheidung.“ (KSA 6, EH 355).
Zu Jenseits von Gut und Böse unmittelbar führte Nietzsche aus:
„Dies Buch (1886) ist in allem Wesentlichen eine  K r i t i k  d e r  M o d e r n i t ä t ,  die modernen Wissenschaften, die modernen Künste, selbst die moderne Politik nicht ausgeschlossen, nebst Fingerzeigen zu einem Gegensatz-Typus, der so wenig modern als möglich ist, einem vornehmen, einem jasagenden Typus. Im letzteren Sinne ist das Buch eine  S c h u l e  d e s  g e n t i l h o m m e , der Begriff geistiger  u n d  r a d i k a l e r  genommen als er je genommen worden ist. Man muss Muth im Leibe haben, ihn auch nur auszuhalten, man muss das Fürchten nicht gelernt haben […]“ (KSA 6, EH 350)
Jenseits von Gut und Böse ist eine philosophische Untermauerung und Fortentwicklung der im Zarathustra dichterisch entwickelten Gedanken. Nietzsche stellt sich die Aufgabe, die Werte der Massendemokratie, für die „die berühmte ‚Objektivität’“ der Aufklärung und „das ‚Mitgefühl mit allem Leidenden’“ des Christentums verantwortlich sind, aufzuheben und in einer Umwertung aller Werte neu zu bestimmen. (KSA 6, EH 351) Der „gentil homme“, der vornehme Mensch im Sinne des aristokratischen Übermenschen, soll aus dem Werk lernen und den Mut aufbringen, sich nach den neuen Einsichten zu richten und eine „vornehme Moral“ als Gegenmodell verwirklichen. Nietzsche verband mit Jenseits von Gut und Böse eine Botschaft, so dass dieses Buch nicht so künstlerisch geformt ist wie sein Zarathustra, sondern möglichst drastisch und überzeugend, auch unter Gebrauch von Weglassungen. Nietzsche bringt die Wahrheit teils nur in Anspielungen durch das Aufwerfen von Gegensätzen zum Ausdruck.
„Man wird in allen Stücken, vor Allem auch in der Form, eine gleiche  w i l l k ü r l i c h e  Abkehr von den Instinkten finden, aus denen ein Zarathustra möglich wurde. Das Raffinement in Form, in Absicht, in der Kunst des  S c h w e i g e n s ,  ist im Vordergrunde, die Psychologie wird mit eingeständlicher Härte und Grausamkeit gehandhabt, – das Buch entbehrt jedes gutmüthigen Worts …“ (KSA 6, EH 351)

## Entstehung des Werkes

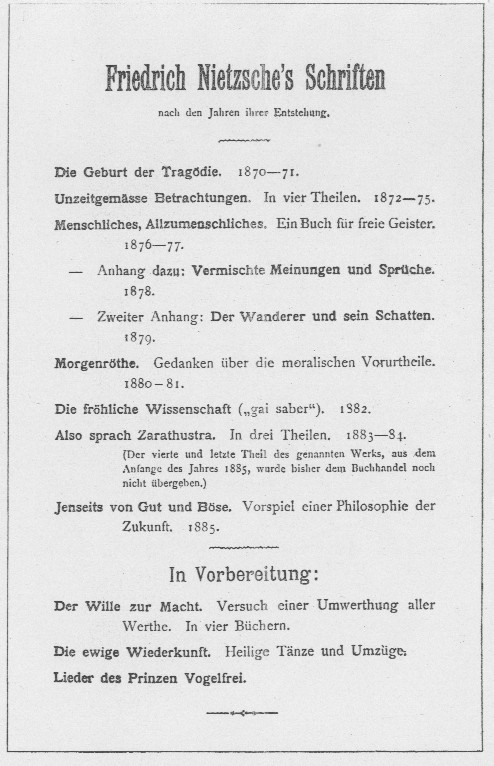
Ankündigung von Der Wille zur Macht auf der Rückseite der Erstauflage von Jenseits von Gut und Böse (1886)

Jenseits von Gut und Böse war bereits der Titel einer Sentenzen-Sammlung Nietzsches aus dem Jahr 1882, aus der er auch Inhalte in sein Buch übernahm. In Die fröhliche Wissenschaft, wo Nietzsche mit Jenseits von Gut und Böse die Perspektive der Moralkritik von außerhalb der Moral ansprach (FW 380), findet sich am Ende in den Liedern des Prinzen Vogelfrei folgendes Gedicht:
Sils-Maria.
Hier sass ich, wartend, wartend, - doch auf Nichts,
Jenseits von Gut und Böse, bald des Lichts
Geniessend, bald des Schattens, ganz nur Spiel,
Ganz See, ganz Mittag, ganz Zeit ohne Ziel.
Da, plötzlich, Freundin! wurde Eins zu Zwei -
- Und Zarathustra gieng an mir vorbei …
Jenseits von Gut und Böse ist hier eine Beschreibung eines Zustandes, der völlig unabhängig von Wertungen auf die Ursprünglichkeit des Lebens und eine unmittelbare Verbundenheit des Menschen zur Natur verweist. Am Ende von Jenseits von Gut und Böse, im Nachgesang, ist erneut ein dichterischer Hinweis auf den Zarathustra enthalten.
Nun feiern wir, vereinten Siegs gewiss, das Fest der Feste:
Freund Zarathustra kam, der Gast der Gäste!
Nun lacht die Welt, der grause Vorhang riss,
Die Hochzeit kam für Licht und Finsternis...
Nietzsche kann sich stolz zurücklehnen und feiern. Er hat durch die Kritik an der traditionellen Philosophie, der Wissenschaft, Religion und Moral gezeigt, dass die richtigen Werte in einer vornehmen Moral, im Leben, losgelöst von allen kulturellen Verformungen zu finden ist. Die fröhliche Wissenschaft und Jenseits von Gut und Böse umrahmen den Zarathustra.
Während der Arbeiten am Zarathustra hatte Nietzsche erwogen, den Titel für ein Kapitel des dritten oder des vierten Teils zu verwenden.
Zunächst hatte Nietzsche überlegt, nach dem Zarathustra eine Fortsetzung zu Menschliches, Allzumenschliches zu verfassen. Doch dann entschloss er sich zu einem neuen, eigenständigen Werk. Die Vorarbeiten begannen im Jahr 1885, also parallel zum Zarathustra. Dabei griff Nietzsche auf Materialien zu, die bis 1881 zurückreichten, und teilweise solche, die er beim Zarathustra nicht verwendet hatte. Viele der Themen wie die Wahrheit, Rolle der Wissenschaften oder der Psychologie finden sich bereits in Fröhliche Wissenschaft. Nach Walter Kaufmann haben die drei Werke vor Zarathustra noch stark experimentellen Charakter, wohingegen Nietzsche danach längere Aphorismen verfasste, die eher philosophischen Hypothesen gleichkommen. Im Zarathustra taucht Jenseits von Gut und Böse als Begriff ebenfalls auf, wo in „Das andere Tanzlied“ das Leben zu Zarathustra spricht: „Wir sind Beide zwei rechte Thunichtgute und Thunichtböse“. Beide stehen außerhalb der Moral und im „Jenseits von Gut und Böse“. (KSA 4 Za 284) Im Nachgang bezeichnete Nietzsche sein Jenseits von Gut und Böse als eine Art Glossarium zum Zarathustra, von dem er hoffte, dass er in Verbindung mit der neuen Schrift mehr Aufmerksamkeit erhalten könne.
Die Reinschrift und das Druckmanuskript erstellte Nietzsche im Winter 1885/86 während eines Aufenthaltes in Nizza. In einem Brief an Peter Gast vom 27. März 1886 schrieb Nietzsche: „Diesen Winter habe ich dazu genutzt, etwas zu schreiben, das Schwierigkeiten in Fülle hat, so daß mein Muth, es herauszugeben, hier und da wackelt und zittert.“ Erschienen ist das Buch, das Nietzsche aus Mangel an anderen Möglichkeiten wie schon andere Schriften zuvor selbst finanzierte, schließlich im August 1886 im Verlag von C. G. Naumann, Leipzig. Auf der Rückseite des Umschlags enthielt es die Ankündigung „In Vorbereitung: Der Wille zur Macht. Ein Versuch in einer Umwertung aller Werte“.

## Aufbau des Werkes
Das Werk ist in Aphorismen unterschiedlicher Länge formuliert und wie folgt gegliedert:
- Vorrede
- Erstes Hauptstück: Von den Vorurtheilen der Philosophen (1. – 23.)
- Zweites Hauptstück: Der freie Geist (24. – 44.)
- Drittes Hauptstück: Das religiöse Wesen (45. – 62)
- Viertes Hauptstück: Sprüche und Zwischenspiele (63. – 185)
- Fünftes Hauptstück: Zur Naturgeschichte der Moral (186 – 203)
- Sechstes Hauptstück: Wir Gelehrten (204 – 213)
- Siebentes Hauptstück: Unsere Tugenden (214 – 239)
- Achtes Hauptstück: Völker und Vaterländer (240 – 256)
- Neuntes Hauptstück: was ist vornehm? (257 – 296)
- Aus hohen Bergen. Nachgesang

Die Hauptstücke eins bis drei bilden einen Zusammenhang, der sich mit Philosophie und Religion befasst. Nach dem Zwischenspiel im vierten Hauptstück ergibt sich ein zweiter Block, der vorrangig Moral und Politik zum Thema hat. Der Zusammenhang der ersten drei Hauptstücke ist eine dialektische Entwicklung. Zunächst wendete Nietzsche sich gegen die Dogmatik der Philosophie. Dieser stellt er die Idee des Willens zur Macht gegenüber. Schließlich löst er den Konflikt auf in einem Streben, das sich starkmacht „für das Ideal des übermüthigsten lebendigsten und weltbejahendsten Menschen, der sich nicht nur mit dem, was war und ist, abgefunden und vertragen gelernt hat, sondern es, so wie es war und ist, wieder haben will“. (JGB 56) Das neunte Hauptstück bildet den Abschluss und bezieht sich sowohl auf den zweiten Block als auch auf das Gesamtwerk.
Die Vorrede wirft ein Schlaglicht, auf die Zielsetzung der Schrift: Es gilt der Überwindung des Dogmatismus durch den Perspektivismus freier Geister, der sich gegen historischen Aberglauben, Verwirrungen der Sprache und die Verführungen des Subjektglaubens wendet.
- „Ernstlich geredet, es giebt gute Gründe zu der Hoffnung, dass alles Dogmatisiren in der Philosophie, so feierlich, so end- und letztgültig es sich auch gebärdet hat, doch nur eine edle Kinderei und Anfängerei gewesen sein möge“
- „Es hiess allerdings die Wahrheit auf den Kopf stellen und das P e r s p e k t i v i s c h e, die Grundbedingung alles Lebens, selber verleugnen, so vom Geiste und vom Guten zu reden, wie Plato gethan hat“
- „Aber wir, die wir weder Jesuiten, noch Demokraten, noch selbst Deutsche genug sind, wir guten Europäer und freien, sehr freien Geister – wir haben sie noch, die ganze Noth des Geistes und die ganze Spannung seines Bogens! Und vielleicht auch den Pfeil, die Aufgabe, wer weiss? das Ziel.....“

## Einzelne Themen

### Perspektivismus
Nietzsche betont, dass es eine der Grundeigenschaften des Menschen sei, sein Leben nach seinen individuellen Ansprüchen und Bedürfnissen zu organisieren. Aus der Natur könne dies nicht abgeleitet werden. Diese sei gegenüber den menschlichen Bedürfnissen und Wünschen neutral. Der Mensch sei daher genötigt, einen eigenen Maßstab zu schaffen, durch den erst eine Bewertung entstehe. Das Perspektivische sei eine „Grundbedingung des Lebens“ (JGB Einleitung), weshalb man nicht den Geist oder das Gute absolut setzen könne wie Platon. Darum müsse alle Philosophie vom Menschen ausgehen. In diesem Sinne ist Nietzsche ein Vorläufer der Lebensphilosophie. Aufgrund dieser These wird Nietzsches Philosophie auch als Perspektivismus bezeichnet. Zum Wesen des Menschen gehöre nicht die Indifferenz, sondern die Differenz. Hiermit gab Nietzsche ein wichtiges Stichwort für den (französischen) Poststrukturalismus.
„‚Gemäss der Natur’ wollt ihr l e b e n ? Oh ihr edlen Stoiker, welche Betrügerei der Worte! Denkt euch ein Wesen, wie es die Natur ist, verschwenderisch ohne Maass, gleichgültig ohne Maass, ohne Absichten und Rücksichten, ohne Erbarmen und Gerechtigkeit, fruchtbar und öde und ungewiss zugleich, denkt euch die Indifferenz selbst als Macht – wie  k ö n n t e t  ihr gemäss dieser Indifferenz leben? Leben – ist das nicht gerade ein Anders-sein-wollen, als diese Natur ist? Ist Leben nicht Abschätzen, Vorziehn, Ungerechtsein, Begrenzt-sein, Different-sein-wollen?“ (JGB, 9)
Perspektivismus bedeutet, dass die Realität für den Menschen subjektiv ist, so wie ihm die Welt erscheint. Er müsse die Welt interpretieren. „Gesetzt, dass auch dieses nur Interpretation ist – und ihr werdet eifrig genug sein, dies einzuwenden – nun um so besser – .“ (JGB 22) Nietzsche weist den Leser darauf hin, dass er gerade auch nur eine Interpretation lese. Dass die Welt perspektivisch zu sehen und die jeweilige Weltauffassung eine Interpretation sei, zieht sich durch alle späten Schriften Nietzsches. Damit bestehe aber auch die Möglichkeit, dass die Welt nur eine Fiktion sei, die eine Interpretation der Erfahrungen sei. Wenn das so sei, erübrige sich die Frage nach dem Urheber der Welt, nach einem letzten Grund. Entscheidend seien die Perspektive und die Differenz zu anderen Perspektiven.
„Warum dürfte die Welt, d i e  u n s etwas a n g e h t –, nicht eine Fiktion sein? Und wer da fragt: ‚aber zur Fiktion gehört ein Urheber?’ – dürfte dem nicht rund geantwortet werden: Warum? Gehört dieses ‚Gehört’ nicht vielleicht mit zur Fiktion?“ (JGB 34)

### Wahrheit
Nietzsche stellt sich kritisch zu den Zielen der traditionellen Philosophie, die mit ethischen Werten den Zugang zur wirklichen Lebenswelt des Menschen verstelle.
„Es sind schöne glitzernde klirrende festliche Worte: Redlichkeit, Liebe zur Wahrheit, Liebe zur Weisheit, Aufopferung für die Erkenntniss, Heroismus des Wahrhaftigen, – es ist Etwas daran, das Einem den Stolz schwellen macht. Aber wir Einsiedler und Murmelthiere, wir haben uns längst in aller Heimlichkeit eines Einsiedler-Gewissens überredet, dass auch dieser würdige Wort-Prunk zu dem alten Lügen-Putz, -Plunder und -Goldstaub der unbewussten menschlichen Eitelkeit gehört, und dass auch unter solcher schmeichlerischen Farbe und Übermalung der schreckliche Grundtext homo natura wieder heraus erkannt werden muss.“ (JGB 230)
Für Nietzsche haben auch die Unwahrheit, die Illusionen oder das Inadäquate ihre Berechtigung, wenn es dem Leben dienlich ist. Mythos und Kunst, in der Dichtung, der Malerei und vor allem in der Musik würden ebenso einen Schein wie die Metaphysik oder die Religion erzeugen. Sie seien Ausdruck eines Perspektivismus des menschlichen Geistes und Ausgangspunkt für Phantasie und Kreativität. Wenn man die traditionellen Werte in Frage stellte, ergäben sich völlig andere Wertsetzungen, als sie die Philosophie bisher gelehrt hat.
„Der Wille zur Wahrheit, der uns noch zu manchem Wagnisse verführen wird, jene berühmte Wahrhaftigkeit, von der alle Philosophen bisher mit Ehrerbietung geredet haben: was für Fragen hat dieser Wille zur Wahrheit uns schon vorgelegt! Welche wunderlichen schlimmen fragwürdigen Fragen! […] Wir fragten nach dem Werthe dieses Willens. Gesetzt, wir wollen Wahrheit: warum nicht lieber Unwahrheit? Und Ungewissheit? Selbst Unwissenheit?“ (JGB 1)
Es gebe außer der Wahrheit Einflüsse auf das Leben, die es nicht sinnvoll machten, in jedem Fall die Wahrheit zu kennen – und sei es nur, dass ohne Wissen der Wahrheit das Leben angenehmer ist. Wenn man sich dieses eingesteht, müsse man sich möglicherweise von den alten Werten lösen.
„Die Unwahrheit als Lebensbedingung zugestehn: das heisst freilich auf eine gefährliche Weise den gewohnten Werthgefühlen Widerstand leisten; und eine Philosophie, die das wagt, stellt sich damit allein schon jenseits von Gut und Böse.“ (JGB 4)
Nietzsche kritisierte das naturwissenschaftliche Weltbild, welches eng auf den Sensualismus begrenzt sei und damit die Wirklichkeit in ihrer Gänze nicht erfassen könne. „Die Reduktion aller Qualitäten auf Quantitäten ist Unsinn“. Der Glaube an die Ingenieurskunst und an den Darwinismus erfülle möglicherweise die Anforderungen an ein praktisches Leben, erreiche aber nicht die notwendige Tiefe. „Es dämmert jetzt vielleicht in fünf, sechs Köpfen, dass Physik auch nur eine Welt-Auslegung und -Zurechtlegung (nach uns! mit Verlaub gesagt) und nicht eine Welt-Erklärung ist: aber, insofern sie sich auf den Glauben an die Sinne stellt, gilt sie als mehr und muss auf lange hinaus noch als mehr, nämlich als Erklärung gelten. […] Umgekehrt: genau im Widerstreben gegen die Sinnenfälligkeit bestand der Zauber der platonischen Denkweise, welche eine vornehme Denkweise war, – vielleicht unter Menschen, die sich sogar stärkerer und anspruchsvollerer Sinne erfreuten, als unsre Zeitgenossen sie haben, aber welche einen höheren Triumph darin zu finden wussten, über diese Sinne Herr zu bleiben:“ (JGB 14)
Erkenntnistheoretisch setzte Nietzsche auf einen strikten Fallibilismus: „Auf welchen Standpunkt der Philosophie man sich heute auch stellen mag: von jeder Stelle aus gesehn ist die I r r t h ü m l i c h k e i t  der Welt, in der wir zu leben glauben, das Sicherste und Festeste, dessen unser Auge noch habhaft werden kann […]“ (JGB 34) „Die Welt, die uns etwas angeht, ist falsch d. h. ist kein Thatbestand, sondern eine Ausdichtung und Rundung über einer mageren Summe von Beobachtungen; sie ist »im Flusse,« als etwas Werdendes, als eine sich immer neu verschiebende Falschheit, die sich niemals der Wahrheit nähert: denn—es giebt keine »Wahrheit«.“
Für Nietzsche sind alle ontologischen Aussagen Fiktionen. Aus ihren Prinzipien wie der Kausalität könne man keinen Zusammenhang zur Wirklichkeit herstellen.
„Im »An-sich« giebt es nichts von »Causal-Verbänden«, von »Nothwendigkeit«, von »psychologischer Unfreiheit«, da folgt nicht »die Wirkung auf die Ursache«, das regiert kein »Gesetz«. Wir sind es, die allein die Ursachen, das Nacheinander, das Für-einander, die Relativität, den Zwang, die Zahl, das Gesetz, die Freiheit, den Grund, den Zweck erdichtet haben; und wenn wir diese Zeichen-Welt als »an sich« in die Dinge hineindichten, hineinmischen, so treiben wir es noch einmal, wie wir es immer getrieben haben, nämlich mythologisch.“ (JGB 21)
In seiner Philosophiekritik richtete sich Nietzsche gegen die „Verführung durch Worte“ und den „Glauben an die Grammatik“. Die Sprache, die nach dem Prinzip Subjekt und Prädikat aufgebaut sei, führe zu einer ungerechtfertigten Verdinglichung der Welt. „Was sind Prädikate? – Wir haben Veränderungen an uns nicht als solche genommen, sondern als ein »An-sich,« das uns fremd ist, das wir nur »wahrnehmen«: und wir haben sie nicht als ein Geschehen, sondern als ein Sein gesetzt, als »Eigenschaft«—und ein Wesen hinzuerfunden, an dem sie haften, d. h. wir haben die Wirkung als Wirkendes angesetzt und das Wirkende als Seiendes. […] Das Geschehen als Wirken anzusetzen: und die Wirkung als Sein: das ist der doppelte Irrthum, oder Interpretation, deren wir uns schuldig machen.“ Nietzsche plädierte stattdessen für die Einsicht, dass Wahrheit subjektiv ist und deshalb nur „Stufen der Scheinbarkeit“ existieren. (JGB 34) Deshalb stellt sich die Frage, welchen Wert die Wahrheit überhaupt hat. Wahrheit könne in deutlichem Widerspruch zu Nützlichkeit stehen, während man auf der Grundlage eines Irrtums gegebenenfalls sehr gut leben könne.
Auch in der Sprache habe der Mensch die Neigung, seine Umwelt so zu interpretieren, wie es seinen Gewohnheiten und Erwartungen entspricht. Dabei komme es ihm üblicherweise gar nicht darauf an, Irrtümer zu vermeiden, sondern darauf, ob das Erfasste für seine Zwecke nützlich ist. Wahrheit sei schon deshalb nicht möglich, weil die Sprache unzulänglich für eine angemessene Beschreibung der Wirklichkeit sei. Jeder Satz in diesem Sinne sei unvollständig und deshalb falsch. Sprache habe einen instrumentellen Charakter und beinhalte eine perspektivische Weltsicht.
„So wenig ein Leser heute die einzelnen Worte (oder gar Silben) einer Seite sämmtlich abliest – er nimmt vielmehr aus zwanzig Worten ungefähr fünf nach Zufall heraus und »erräth« den zu diesen fünf Worten muthmaasslich zugehörigen Sinn –, eben so wenig sehen wir einen Baum genau und vollständig, in Hinsicht auf Blätter, Zweige, Farbe, Gestalt; es fällt uns so sehr viel leichter, ein Ungefähr von Baum hin zu phantasiren. Selbst inmitten der seltsamsten Erlebnisse machen wir es noch ebenso: wir erdichten uns den grössten Theil des Erlebnisses und sind kaum dazu zu zwingen, nicht als »Erfinder« irgend einem Vorgange zuzuschauen. Dies Alles will sagen: wir sind von Grund aus, von Alters her – an’s Lügen gewöhnt. Oder, um es tugendhafter und heuchlerischer, kurz angenehmer auszudrücken: man ist viel mehr Künstler als man weiss.“ (JGB 192)

### Wille zur Macht
Die Basis zur Kritik an der herkömmlichen Moralphilosophie ist Nietzsches Idee, dass alles durch den Willen zur Macht erklärbar sei. Der „Wille zur Macht“ komme nicht nur im Menschen zum Ausdruck, sondern liege als Prinzip der ganzen Welt zugrunde (in modernerer Form, z. B. von dem Soziologen Hartmut Rosa formuliert als Reichweitenerweiterung, bei Robert Ardrey auf die Territorialität bezogen). Mit der These, dass die „mechanistische (oder »materielle«) Welt“ „eine primitivere Form der Affekte“ sei (JGB 36), kam Nietzsche der These Whiteheads nahe, dass jedes Element der Welt sowohl einen physischen als auch einen geistigen Pol habe, Materie und Geist also nicht zu trennen seien. Ohne den Willen zur Macht gebe es keine Vernunft und auch keine Wertschätzungen. „Die gesammte Psychologie ist bisher an moralischen Vorurtheilen und Befürchtungen hängen geblieben: sie hat sich nicht in die Tiefe gewagt. Dieselbe als Morphologie und Entwicklungslehre des Willens zur Macht zu fassen, wie ich sie fasse – daran hat noch Niemand in seinen Gedanken selbst gestreift:“ (JGB 23) Im Nachlass heißt es kurz und bündig: „Unsre Triebe sind reduzierbar auf den Willen zur Macht.“ Triebe seien eine notwendige Bedingung des Lebens.
Die Rückführung der Entgegensetzung von Gut und Böse auf egoistische Triebe hatte Nietzsche mit seinem früheren Freund Paul Rée diskutiert, der diese Frage in seinem Werk „Der Ursprung der moralischen Empfindungen“ abgehandelt hatte. Nietzsche war der Auffassung, dass viele Theorien der Philosophie ihre richtige Erklärung durch eine sinnvolle Anwendung der Psychologie finden könnten. Dies bedeute eine Lösung von metaphysischen Vorstellungen und eine Hinwendung zu einer naturwissenschaftlichen Erklärung des Menschen.
„Indem der neue Psycholog dem Aberglauben ein Ende bereitet, der bisher um die Seelen-Vorstellung mit einer fast tropischen Üppigkeit wucherte, hat er sich freilich selbst gleichsam in eine neue Oede und ein neues Misstrauen hinaus gestossen –“ (JGB 12)
Die als causa sui bei Spinoza oder durch das Noumenon bei Kant begründete „Freiheit des Willens“ verglich Nietzsche „mit einer mehr als Münchhausen’schen Verwegenheit, sich selbst aus dem Sumpf des Nichts an den Haaren in’s Dasein zu ziehn.“ (JGB 21) Moral könne man nicht universell begründen. Verhalten und Einstellungen seien naturwissenschaftlich zu erklären. „Die Physiologen sollten sich besinnen, den Selbsterhaltungstrieb als kardinalen Trieb eines organischen Wesens anzusetzen. Vor Allem will etwas Lebendiges seine Kraft auslassen — Leben selbst ist Wille zur Macht —: die Selbsterhaltung ist nur eine der indirekten und häufigsten Folgen davon.“ (JGB 13)
Wenn im Denken ein „Ich“ gebildet wird, die Vorstellung eines Subjekts, so hat dies für Nietzsche seinen Ursprung in der Grammatik. (JGB 54) Selbst wenn man das Subjekt wegdenkt und statt „ich denke“ sagt „es denkt“, wirke noch die Grammatik weiter, die auf diesem Wege auch die Logiker in ihrem Denken beeinträchtige. (JGB 17) Das „Ich“ sei nur als Wort eine Einheit. (JGB 19) „Kurz, studirt, ihr Psychologen, die Philosophie der »Regel« im Kampfe mit der »Ausnahme«: da habt ihr ein Schauspiel, gut genug für Götter und göttliche Boshaftigkeit! Oder, noch heutlicher: treibt Vivisektion am »guten Menschen«, am »homo bonae voluntatis«..... an euch!“ (JGB 218)
Nietzsche betrachtete es als Aufgabe der Psychologen, die von den Philosophen behaupteten Werte auf psychische Mechanismen zurückzuführen. Gelingt dies, könne diese Disziplin sogar „wieder als Herrin der Wissenschaften anerkannt werde[n]“. (JGB 23) „Dabei muss man freilich die tölpelhafte Psychologie von Ehedem davon jagen, welche von der Grausamkeit nur zu lehren wusste, dass sie beim Anblicke fremden Leides entstünde: es giebt einen reichlichen, überreichlichen Genuss auch am eignen Leiden, am eignen Sich-leiden-machen, — und wo nur der Mensch zur Selbst-Verleugnung im religiösen Sinne oder zur Selbstverstümmelung, wie bei Phöniziern und Asketen, oder überhaupt zur Entsinnlichung, Entfleischung, Zerknirschung, zum puritanischen Busskrampfe, zur Gewissens-Vivisektion und zum Pascalischen sacrifizio dell’intelletto [das Opfer des Verstandes] sich überreden lässt, da wird er heimlich durch seine Grausamkeit gelockt und vorwärts gedrängt, durch jene gefährlichen Schauder der gegen sich selbst gewendeten Grausamkeit.“ (JGB 229)
Der Wille zur Macht als psychologische, der Natur entstammende Antriebskraft, der stets von innen kommende Impuls stehe Jenseits von Gut und Böse. Er sei der Ursprung der Schaffenskraft, die über Selbsterhaltung und Selbstverliebtheit hinausgehe. Der Wille zur Macht sei die Grundlage für „die Lehre von der Ableitbarkeit aller guten Triebe aus den schlimmen.“ (JGB 23) Mit dieser These nahm Nietzsche die Lehre von der Sublimierung Sigmund Freuds vorweg. „Grad und Art der Geschlechtlichkeit reicht bis in den letzten Gipfel seines Geistes hinauf.“ (JGB 75) Mit dem Konzept des Willens zur Macht kann man alle Lebensphänomene erschließen. Auch die Philosophie ist eine Form des „geistigen Willens zur Macht.“ (JGB 9) Er diskutierte das Verhältnis von Willen und Kausalität und entwarf die Hypothese, dass „überall wo »Wirkungen« anerkannt werden, Wille auf Wille wirkt — und ob nicht alles mechanische Geschehen, insofern eine Kraft darin thätig wird, eben Willenskraft, Willens-Wirkung ist. […] Die Welt von innen gesehen, die Welt auf ihren »intelligiblen Charakter« hin bestimmt und bezeichnet — sie wäre eben »Wille zur Macht« und nichts ausserdem.“ (JGB 36)
Dass Nietzsche den Willen zur Macht als kosmologisches Prinzip denkt, ergibt sich aus einer Stelle im Nachlass des Jahres 1885:
„Und wißt ihr auch, was mit ‘die Welt’ ist? Soll ich sie euch in meinem Spiegel zeigen? Diese Welt: ein Ungeheuer von Kraft, ohne Anfang, ohne Ende, eine feste, eherne Größe von Kraft […], als Spiel von Kräften und Kraftwellen zugleich Eins und ‘Vieles’, hier sich häufend und zugleich dort sich mindernd, ein Meer in sich selber stürmender und fluthender Kräfte, ewig sich wandelnd, ewig zurücklaufend […] – Diese Welt ist der Wille zur Macht.“
Diese Stelle erinnert stark an die Prozessphilosophie, die Alfred North Whitehead in Prozess und Realität dargelegt hat, bis hin zur Metapher des fließenden Wassers. Auch bei Nietzsche ist eine nicht – substanzialistische Interdependenz zwischen allen Elementen der Welt zu sehen. Der Wille zur Macht schließt ein, dass immer eine Entgegensetzung verschiedener Mächte erfolgt. „Die unabänderliche Aufeinanderfolge gewisser Erscheinungen beweist kein »Gesetz,«, sondern ein Machtverhältniß zwischen 2 oder mehreren Kräften“. Macht als Ordnungskategorie der Welt könne nur bestehen, wenn es ständige Wechselbeziehungen zwischen den betroffenen Entitäten gebe. Whiteheads oberste Kategorie, vergleichbar dem Willen zur Macht, ist die Kreativität, die als Streben der Welt zugrunde liegt und als ein pulsierendes Werden zwischen Einheit und Vielheit beschrieben wird. Nietzsche verband den Willen zur Macht, gedacht als Prozess, mit dem Konzept der Interpretation. „Man darf nicht fragen: »wer interpretiert denn?« sondern das Interpretieren selbst, als eine Form des Willens zur Macht, hat Dasein (aber nicht als ein »Sein«, sondern als ein Prozeß, ein Werden) als ein Affekt.“

### Religion
Die Frage nach dem Tod Gottes diskutierte Nietzsche in Jenseits von Gut und Böse nicht mehr, sondern ging von dieser Tatsache aus. Gott sei eine Fiktion wie alle absoluten Ideen, eine „religiöse Neurose“. (JGB 47) Nietzsche prognostizierte die Möglichkeit, dass die Begriffe „Gott“ und „Sünde“ zukünftig keine größere Bedeutung haben würden als „Kinder-Spielzeug“ und „Kinder-Schmerz“. (JGB 57) Bereits in der Vorrede stellte Nietzsche fest: „Christenthum ist Platonismus für’s ‚Volk‘,“ Religion habe die Funktion, ein Weltbild zu erzeugen, mit dem die breite Masse geführt und reguliert werden könne. Das Christentum erzeuge eine „Moral des gemeinsamen Mitleidens“. (JGB 202) Wegen unzureichender Bildung sei die Disziplinierung der Massen einfacher über Religion zu erreichen als über philosophische Theorien.
Der Mensch als „noch nicht festgestelltes Thier“ könne zu sich selbst Stellung nehmen und seine eigene Zukunft entwerfen. Der wesentliche Hemmschuh dabei sei die Religion. (JGB 62) „Der christliche Glaube ist von Anbeginn Opferung: Opferung aller Freiheit, alles Stolzes, aller Selbstgewissheit des Geistes; zugleich Verknechtung und Selbst-Verhöhnung, Selbst-Verstümmelung.“ (JGB 46)
Die Religion habe vor allem die Funktion des Machterhalts. Dies habe die Kirche über eine lange Geschichte bewiesen – allerdings um den Preis, dass sie „an der Verschlechterung der europäischen Rasse“ gearbeitet und „aus dem Menschen eine sublime Missgeburt“ gemacht habe. (JGB 62) „Die Art, mit der im Ganzen bisher die Ehrfurcht vor der Bibel in Europa aufrechterhalten wird, ist vielleicht das beste Stück Zucht und Verfeinerung der Sitte, das Europa dem Christenthume verdankt: solche Bücher der Tiefe und der letzten Bedeutsamkeit brauchen zu ihrem Schutz eine von Aussen kommende Tyrannei von Autorität, um jene Jahrtausende von Dauer zu gewinnen, welche nöthig sind, sie auszuschöpfen und auszurathen.“ (JGB 263)
Wenn man sich von den Blendungen der Religion frei mache, könne man einen ganz anderen, positiven Blick auf die Welt erlangen.
„Wer, gleich mir, mit irgend einer räthselhaften Begierde sich lange darum bemüht hat, den Pessimismus in die Tiefe zu denken und aus der halb christlichen, halb deutschen Enge und Einfalt zu erlösen, mit der er sich diesem Jahrhundert zuletzt dargestellt hat, nämlich in Gestalt der Schopenhauerischen Philosophie; wer wirklich einmal mit einem asiatischen und überasiatischen Auge in die weltverneinendste aller möglichen Denkweisen hinein und hinunter geblickt hat — jenseits von Gut und Böse, und nicht mehr, wie Buddha und Schopenhauer, im Bann und Wahne der Moral —, der hat vielleicht ebendamit, ohne dass er es eigentlich wollte, sich die Augen für das umgekehrte Ideal aufgemacht: für das Ideal des übermüthigsten lebendigsten und weltbejahendsten Menschen,“ (JGB 56)
Nietzsche empfahl jedoch keine Abschaffung der Religion, sondern diese als Instrument, als „Züchtungs- und Erziehungsmittel in der Hand des Philosophen“ (JGB 62), weiter zu benutzen. Religionen wie das Christentum oder der Buddhismus hätten eine wichtige Funktion, um die breite Masse in ihrer Rolle einzuüben, so dass sie eine hierarchische Ordnung ertragen können.
„Der Philosoph, wie wir ihn verstehen, wir freien Geister —, als der Mensch der umfänglichsten Verantwortlichkeit, der das Gewissen für die Gesammt-Entwicklung des Menschen hat: dieser Philosoph wird sich der Religionen zu seinem Züchtungs- und Erziehungswerke bedienen, wie er sich der jeweiligen politischen und wirthschaftlichen Zustände bedienen wird. […] Asketismus und Puritanismus sind fast unentbehrliche Erziehungs- und Veredelungsmittel, wenn eine Rasse über ihre Herkunft aus dem Pöbel Herr werden will und sich zur einstmaligen Herrschaft emporarbeitet. Den gewöhnlichen Menschen endlich, den Allermeisten, welche zum Dienen und zum allgemeinen Nutzen dasind und nur insofern dasein dürfen, giebt die Religion eine unschätzbare Genügsamkeit mit ihrer Lage und Art, vielfachen Frieden des Herzens, eine Veredelung des Gehorsams, ein Glück und Leid mehr mit Ihres-Gleichen und Etwas von Verklärung und Verschönerung, Etwas von Rechtfertigung des ganzen Alltags, der ganzen Niedrigkeit, der ganzen Halbthier-Armuth ihrer Seele. Religion und religiöse Bedeutsamkeit des Lebens legt Sonnenglanz auf solche immer geplagte Menschen und macht ihnen selbst den eigenen Anblick erträglich, sie wirkt, wie eine epikurische Philosophie auf Leidende höheren Ranges zu wirken pflegt, erquickend, verfeinernd, das Leiden gleichsam ausnützend, zuletzt gar heiligend und rechtfertigend.“ (JGB 61)

### Zwischenspiel
Das Zwischenspiel ist eine dramaturgische Unterbrechung des bis dahin entwickelten Gedankengangs, um einen Übergang zu schaffen zu den eher gesellschaftskritisch orientierten Aphorismen des zweiten Teils. Hier werden in lockerer Manier kurze Aussagen formuliert, die die umfangreicheren Gedankenentwicklungen der übrigen Teile von Jenseits von Gut und Böse auf den Punkt bringen. Nachfolgend eine Auswahl besonders bekannter und eindrücklicher Sprüche:
- Die Liebe zu Einem ist eine Barbarei: denn sie wird auf Unkosten aller Übrigen ausgeübt. Auch die Liebe zu Gott. (JGB 67)
- „Das habe ich gethan“ sagt mein Gedächtniss. Das kann ich nicht gethan haben – sagt mein Stolz und bleibt unerbittlich. Endlich – giebt das Gedächtniss nach. (JGB 68)
- Wenn der Entschluss einmal gefasst ist, das Ohr auch für den besten Gegengrund zu schliessen: Zeichen des starken Charakters. Also ein gelegentlicher Wille zur Dummheit. (JGB 107)
- Es giebt gar keine moralischen Phänomene, sondern nur eine moralische Ausdeutung von Phänomenen … (JGB 108)
- Ein Volk ist der Umschweif der Natur, um zu sechs, sieben grossen Männern zu kommen.- Ja: und um dann um sie herum zu kommen. (JGB 126)
- Von den Sinnen her kommt erst alle Glaubwürdigkeit, alles gute Gewissen, aller Augenschein der Wahrheit. (JGB 134)
- Der Unterleib ist der Grund dafür, dass der Mensch sich nicht so leicht für einen Gott hält. (JGB 141)
- Was aus Liebe gethan wird, geschieht immer jenseits von Gut und Böse. (JGB 153)
- Der Einwand, der Seitensprung, das fröhliche Misstrauen, die Spottlust sind Anzeichen der Gesundheit: alles Unbedingte gehört in die Pathologie. (JGB 154)
- Der Irrsinn ist bei Einzelnen etwas Seltenes,- aber bei Gruppen, Parteien, Völkern, Zeiten die Regel. (JGB 156)
- Unserm stärksten Triebe, dem Tyrannen in uns, unterwirft sich nicht nur unsre Vernunft, sondern auch unser Gewissen. (JGB 156)
- Viel von sich reden kann auch ein Mittel sein, sich zu verbergen. (JGB 169)
- Mitleiden wirkt an einem Menschen der Erkenntniss beinahe zum Lachen, wie zarte Hände an einem Cyklopen. (JGB 171)
- Man liebt zuletzt seine Begierde, und nicht das Begehrte. (JGB 175)

### Moralkritik
Nietzsche hatte in Hinblick auf die Moral einen aufklärerischen Anspruch. Für ihn war Ethik die „Lehre von den Herrschaftsverhältnissen […], unter denen das Phänomen ‚Leben‘ entsteht.“ (JGB 19) Er wollte durch „Prüfung, Zerlegung, Anzweiflung, Vivisektion“ gegen den Glauben an die Moral angehen. (JGB Nr. 186) Dabei wendete er sich vor allem gegen
- das Prinzip „laedere neminem“ [niemand verletzen] (JGB 186)
- den Egalitarismus, also „seinen Willen dem Anderen gleichsetzen“ (JGB 259)
- den Universalismus als „eine Moral für Alle“ (JGB Nr. 228), gegen ein „generalisieren, wo nichts generalisiert werden darf“ (JGB 198)

Seine Kritik ist nicht nur Kritik einzelner Normen und moralischer Konventionen, sondern richtet sich vor allem gegen die Grundlagen jeglichen moralischen Systems. Die einseitige Konzentration der Moral auf Werte verkenne den psychologischen Hintergrund der Moral. „Die Furcht ist….die Mutter der Moral.“ (JGB, 201)
„Glück und Tugend sind keine Argumente. Man vergisst aber gerne, auch auf Seiten besonnener Geister, dass Unglücklich-machen und Böse-machen ebensowenig Gegenargumente sind. […] Aber keinem Zweifel unterliegt es, dass für die Entdeckung gewisser Theile der Wahrheit die Bösen und Unglücklichen begünstigter sind und eine grössere Wahrscheinlichkeit des Gelingens haben; nicht zu reden von den Bösen, die glücklich sind, — eine Species, welche von den Moralisten verschwiegen wird.“ (JGB 39)
Der Perspektivismus Nietzsches zeigt sich darin, dass er für einen Einzelnen mehrere Moralen für möglich hält. Man kann in diesem Zusammenhang auch von einem Pluralismus sprechen. Die moralische Welt sei bunt. „Wie es im Reich der Sterne mitunter zwei Sonnen sind, welche die Bahn Eines Planeten bestimmen, wie in gewissen Fällen Sonnen verschiedener Farbe um einen einzigen Planeten leuchten, bald mit rothem Lichte, bald mit grünen Lichte, und dann wieder gleichzeitig ihn treffend und bunt überfluthend: so sind wir modernen Menschen, Dank der complicirten Mechanik unsres »Sternenhimmels« — durch verschiedene Moralen bestimmt; unsre Handlungen leuchten abwechselnd in verschiedenen Farben, sie sind selten eindeutig, — und es giebt genug Fälle, wo wir bunte Handlungen thun.“ (JGB 215)
Nietzsche vermisste eine Wissenschaft der empirischen Erforschung der Moral, um den möglichen Irrtümern, die in den persönlichen Bedürfnissen des einzelnen Moralphilosophen lägen, zu entgehen. Er forderte in Anlehnung an die Historia naturalis von Plinius dem Älteren von den Philosophen eine „Naturgeschichte der Moral“, also eine „Sammlung des Materials, begriffliche Fassung und Zusammenordnung eines ungeheuren Reichs zarter Werthgefühle und Werthunterschiede, welche leben, wachsen, zeugen und zu Grunde gehen“. (JGB Nr. 186) Man kann die Arbeit Michel Foucaults als ein solches Forschungsprogramm verstehen.
Neben der Sammlung von empirischen Tatsachen über die bestehenden Moralen ging es Nietzsche um eine historische Analyse der Entstehung der „moralischen Werthunterscheidungen“ (JGB 260) Diese Analyse soll unterstreichen, dass moralische Werte nicht objektiv seien, sondern den jeweiligen gesellschaftlichen Zusammenhängen entsprungen seien. In der These, dass Moral als solche kulturabhängig sei, kommt erneut der Perspektivismus Nietzsches zum Ausdruck. Moral sei Ergebnis des Standes, der Religion und des Zeitgeistes, also geschichtlich bestimmt.
Die historische Analyse der Moralentstehung führte Nietzsche zu der Unterscheidung von „Herren-Moral und Sklaven-Moral“.
„Es giebt Herren-Moral und Sklaven-Moral; — ich füge sofort hinzu, dass in allen höheren und gemischteren Culturen auch Versuche der Vermittlung beider Moralen zum Vorschein kommen, noch öfter das Durcheinander derselben und gegenseitige Missverstehen, ja bisweilen ihr hartes Nebeneinander — sogar im selben Menschen, innerhalb Einer Seele.“ (JGB 260)
Bei dieser Betrachtung kommt Nietzsches persönlicher Hintergrund als Altphilologe zum Zuge. Schon als Jugendlicher hatte er sich mit Theognis von Megara und dessen Regeln für die Erziehung des Adels auseinandergesetzt. Die archaischen und frühklassischen Werke Griechenlands rühmen andere Werte als sie sich in den heiligen jüdischen Schriften schon bei den Propheten finden. Die Herren-Moral unterscheide als Grundwerte zwischen Gut und Schlecht aus der Perspektive der Elite. Gut bedeutet hier Stärke, Stolz, Vornehmheit, Selbstbewusste Wahrnehmung von Privilegien, Härte gegen die geringer qualifizierte Masse und sich selbst. (vgl. JGB 260 und 272) Bei der Herren-Moral gebe es natürliche Unterschiede, die sich in einem verschiedenen Rang der Menschen und der Wertsphären ausdrückten. Dagegen stehe die Sklaven-Moral, die zwischen gut und böse aus der Perspektive der Massen, der Mittelmäßigen und Unterprivilegierten unterscheide. Sklaven-Moral reklamiere Pflicht und Schuld der Anderen. Ihr Merkmal sei das Durchsetzen von Gruppeninteressen und sozialem Ausgleich. Ihre Werte seien Gleichheit, Gehorsam, Unparteilichkeit, Altruismus, Aufhebung von Privilegien, Beseitigung von Armut, „Gemeinsinn, Wohlwollen, Rücksicht, Fleiß, Mäßigkeit, Bescheidenheit, Nachsicht, Mitleiden.“ (JGB 199)
Aus der Entgegensetzung von Herren und Sklaven heraus unterteilte Nietzsche die „menschliche Geschichte“ in drei Perioden: 1. die „vormoralische“, sodann 2. die „moralische“ und 3. schließlich die „aussermoralische“ (JGB 32). Es sei die Religion der Juden gewesen, die historisch die Wertumkehr von der vormoralischen zur moralischen Gesellschaft bewirkt habe. Durch ihre Wertsetzungen habe sich ein Geist entwickelt, der sich gegen die natürlichen Hierarchien gerichtet habe:
„Die Juden — ein Volk »geboren zur Sklaverei«, wie Tacitus und die ganze antike Welt sagt, »das auserwählte Volk unter den Völkern«, wie sie selbst sagen und glauben — die Juden haben jenes Wunderstück von Umkehrung der Werthe zu Stande gebracht, Dank welchem das Leben auf der Erde für ein Paar Jahrtausende einen neuen und gefährlichen Reiz erhalten hat: — ihre Propheten haben »reich« »gottlos« »böse« »gewaltthätig« »sinnlich« in Eins geschmolzen und zum ersten Male das Wort »Welt« zum Schandwort gemünzt. In dieser Umkehrung der Werthe (zu der es gehört, das Wort für »Arm« als synonym mit »Heilig« und »Freund« zu brauchen) liegt die Bedeutung des jüdischen Volks: mit ihm beginnt der Sklaven-Aufstand in der Moral.“ (JGB 195)
Der Herrenmensch denke in der Kategorie des oben und unten, der Hierarchie. Sein Maßstab sei gut und schlecht. Der Sklavenmensch hingegen, der ängstlich und skeptisch sei, folge dem Maßstab von Gut und Böse, weil er hierdurch ein Mittel sehe, seine Lage zu verbessern.
„Überall, wo die Sklaven-Moral zum Übergewicht kommt, zeigt die Sprache eine Neigung, die Worte »gut« und »dumm« einander anzunähern.“ (JGB 260)
Die aus der Aufklärung entstandene Demokratiebewegung sei eine Revolution von unten. Den Ursprung dieses Denkens sah Nietzsche in England, viel früher als in Frankreich. Die Aufklärung übernehme vom Christentum, das sie selbst ablöste, das egalitäre Gedankengut, die Moral der Gleichmacherei und führt so bestenfalls zur Mittelmäßigkeit.
„Die »Aufklärung« empört: der Sklave nämlich will Unbedingtes, er versteht nur das Tyrannische, auch in der Moral, er liebt wie er hasst, ohne Nuance, bis in die Tiefe, bis zum Schmerz, bis zur Krankheit, — sein vieles verborgenes Leiden empört sich gegen den vornehmen Geschmack, der das Leiden zu leugnen scheint. Die Skepsis gegen das Leiden, im Grunde nur eine Attitude der aristokratischen Moral, ist nicht am wenigsten auch an der Entstehung des letzten grossen Sklaven-Aufstandes betheiligt, welcher mit der französischen Revolution begonnen hat.“ (JGB, 46)
Gleichheit und eine Moral für alle, der allgemeine Nutzen oder das utilitaristische größte Glück der größten Zahl, widersprächen der natürlichen Rangordnung der Menschen. Dies seien Forderungen der breiten Masse. Die achtbaren, aber nur mittelmäßigen Engländer wie Darwin, Mill oder Spencer hätten ein Übergewicht in Europa erzeugt. (JGB 253) Gewissen sei das Ergebnis der Normen der Sklavenmoral. Eine logische Begründung gebe es hierfür nicht. Nietzsche sah den Ursprung der Gerechtigkeit im Vertrag, im Einhalten von Versprechen. Ein Verstoß dagegen erzeuge ein schlechtes Gewissen und löse die strafende Gerechtigkeit aus. An diesen Mechanismus knüpfe die Sklavenmoral an, ohne einen Anspruch auf Leistung der Starken zu haben, weil diese keine Gegenleistung erhielten. Sklavenmoral sei demnach ungerecht. Gleichheit sei ein Unrecht an den Ungleichen. (Vgl. JGB 201) „Keins von allen diesen schwerfälligen, im Gewissen beunruhigten Heerdenthieren (die die Sache des Egoismus als Sache der allgemeinen Wohlfahrt zu führen unternehmen — ) will etwas davon wissen und riechen, dass die »allgemeine Wohlfahrt« kein Ideal, kein Ziel, kein irgendwie fassbarer Begriff, sondern nur ein Brechmittel ist,“ (JGB Nr. 228)
Die Sklavenmoral mache diejenigen zu Bösen, die in der natürlichen Ordnung die Guten gewesen seien. Die Verurteilung des Starken ist „die Lieblings-Rache der Geistig-Beschränkten“. (JGB 219) Die Starken seien nun die, die vermeintlich grausam seien, Leid verbreiteten, unersättlich seien, die für ihre Überlegenheit erniedrigt und bestraft werden müssten. Für Nietzsche ist dieser Hass der Beschwerten und Minderbemittelten vor allem Ausdruck von Neid. Sittlichkeit sei Gehorsam gegenüber einer herrschenden Ideologie.
„Der Blick des Sklaven ist abgünstig für die Tugenden des Mächtigen: er hat Skepsis und Misstrauen, er hat Feinheit des Misstrauens gegen alles »Gute«, was dort geehrt wird —, er möchte sich überreden, dass das Glück selbst dort nicht ächt sei. Umgekehrt werden die Eigenschaften hervorgezogen und mit Licht übergossen, welche dazu dienen, Leidenden das Dasein zu erleichtern: hier kommt das Mitleiden, die gefällige hülfbereite Hand, das warme Herz, die Geduld, der Fleiss, die Demuth, die Freundlichkeit zu Ehren —, denn das sind hier die nützlichsten Eigenschaften und beinahe die einzigen Mittel, den Druck des Daseins auszuhalten. Die Sklaven-Moral ist wesentlich Nützlichkeits-Moral.“ (JGB 260)
Herkömmliche Moral diene den Interessen einzelner oder bestimmter Gruppen. Sie ist daher außermoralischen Ursprungs und gegen die Natur des Menschen. „Jede Moral ist, im Gegensatz zum laisser aller, ein Stück Tyrannei gegen die ‚Natur‘... Das Wesentliche und Unschätzbare an jeder Moral ist, dass sie ein langer Zwang ist.“ (JGB, 108)

### Europa und die Juden
Nietzsche hatte eine ambivalente Beziehung zum Thema Juden und Judentum. In Jenseits von Gut und Böse kritisiert er einerseits die Juden als Begründer eines Sklaven-Aufstands in der Moral, die sich dann auf das Christentum übertragen habe. Andererseits schreibt er im selben Werk:

„Die Juden sind aber ohne allen Zweifel die stärkste, zäheste und reinste Rasse, die jetzt in Europa lebt; sie verstehen es, selbst noch unter den schlimmsten Bedingungen sich durchzusetzen...“

Für Nietzsche gibt es eine enge Verbindung zwischen Judentum und Europa. Über das Christentum habe Europa einen wesentlichen Teil seiner Wurzeln in der jüdischen Religion. Europa verdankt den Juden „den großen Stil der Moral.“ (JGB 250) Zugleich richtete Nietzsche seine Hoffnung darauf, dass die Juden ein Antrieb für ein besseres Europa sein könnten. Hoffnung insofern, als die Juden in Europa keine Neigungen zu Nationalismen hätten, wie sie nicht nur, aber in hohem Maße zu dieser Zeit in Deutschland vorzufinden gewesen seien.
„Man muss es in den Kauf nehmen, wenn einem Volke, das am nationalen Nervenfieber und politischen Ehrgeize leidet, leiden will —, mancherlei Wolken und Störungen über den Geist ziehn, kurz, kleine Anfälle von Verdummung: zum Beispiel bei den Deutschen von Heute bald die antifranzösische Dummheit, bald die antijüdische, bald die antipolnische, bald die christlich-romantische, bald die Wagnerianische, bald die teutonische, bald die preussische (man sehe sich doch diese armen Historiker, diese Sybel und Treitzschke und ihre dick verbundenen Köpfe an — ), und wie sie Alle heissen mögen, diese kleinen Benebelungen des deutschen Geistes und Gewissens.“ (JGB 251)
Gegen die Antisemiten und Nationalisten stellte Nietzsche die Unterstellungen gegenüber den Juden eindeutig als falsch dar:
„Dass die Juden, wenn sie wollten — oder, wenn man sie dazu zwänge, wie es die Antisemiten zu wollen scheinen —, jetzt schon das Übergewicht, ja ganz wörtlich die Herrschaft über Europa haben könnten, steht fest; dass sie nicht darauf hin arbeiten und Pläne machen, ebenfalls. Einstweilen wollen und wünschen sie vielmehr, sogar mit einiger Zudringlichkeit, in Europa, von Europa ein- und aufgesaugt zu werden, sie dürsten darnach, endlich irgendwo fest, erlaubt, geachtet zu sein und dem Nomadenleben, dem »ewigen Juden« ein Ziel zu setzen –; und man sollte diesen Zug und Drang (der vielleicht selbst schon eine Milderung der jüdischen Instinkte ausdrückt) wohl beachten und ihm entgegenkommen: wozu es vielleicht nützlich und billig wäre, die antisemitischen Schreihälse des Landes zu verweisen.“ (JGB 251)
Die Auffassung, dass es in Europa Nationen gäbe, die den Juden vergleichbar seien, sei irrig. Die Nationalstaaten seien geschichtlich entstanden und hätten einen äußerst unterschiedlichen Charakter. Den Begriff Rasse verstand Nietzsche nicht im biologischen Sinn, sondern als kulturelle, an gemeinsamen Werten orientierte Einheit.
„Das, was heute in Europa »Nation« genannt wird und eigentlich mehr eine res facta als nata [eher eine gemachte Sache als eine geborene] ist (ja mitunter einer res ficta et picta [erfundene und gemalte Sache] zum Verwechseln ähnlich sieht — ), ist in jedem Falle etwas Werdendes, Junges, Leicht-Verschiebbares, noch keine Rasse, geschweige denn ein solches aere perennius [beständiger als Erz], wie es die Juden-Art ist: diese »Nationen« sollten sich doch vor jeder hitzköpfigen Concurrenz und Feindseligkeit sorgfältig in Acht nehmen!“ (JGB 251)
Europa steht Ende des 19. Jahrhunderts nach Nietzsches Auffassung vor einem Prozess des Zusammenwachsens. Politiker, die nationale Interessen in den Vordergrund stellen, und dadurch eine „krankhafte Entfremdung“ der Europäer erzeugen würden, übersähen den Zug der Zeit. Ihre Politik sei nur ein „Zwischenakt“. „Europa ist es, das Eine Europa, dessen Seele sich durch ihre vielfältige und ungestüme Kunst hinaus, hinauf drängt und sehnt —“ (JGB 256)

### Elitedenken
Zur Natur, zum ursprünglichen Leben, gehöre Ungleichheit. Indem große Menschen wie Leonardo, Napoleon oder Goethe (JGB 256) sich selbst in ihren Werken befriedigen würden, schüfen sie Großes für die Menschheit. Zufriedenheit mit sich selbst könne der Mensch nur verwirklichen, wenn er seinen wahren Charakter verwirklichte. Die Philosophen der Zukunft seien „Versucher“ (JGB 42) und „Menschen der Experimente“ (JGB 210), die als „Befehlende und Gesetzgeber“ neue Werte schüfen. (JGB 211) Aristokratische Unterschiede im Rang müssten von dem, der das Leben bejaht, angenommen werden. Für den Vornehmen sei es natürlich, dass er sich von dem „Gemeinen“ durch ein „Pathos der Distanz“ (JGB 257) abheben würde. Demokratische Gleichmacherei sei deshalb Niedergang und Verfall. Nietzsche wandte sich gegen „die Nivellirer, diese fälschlich genannten »freien Geister« — als beredte und schreibfingrige Sklaven des demokratischen Geschmacks und seine »modernen Ideen«.“ (JGB 44)
Er kennzeichnete die Moral als die Lehre von den Herrschaftsverhältnissen, in die auch das Wollen einzubeziehen sei, weil dieses die Grundlage eines „Gesellschaftsbaus“ sei. (JGB 19) Für ihn gibt es eine Vielzahl von „Moralen“, die durch „Vergleichung“ zu untersuchen seien. (JGB 186) Moralen seien „nur eine Zeichensprache der Affekte“ (JGB 187).
Christliche Moral, Mitleidsmoral und auch die englische Nutzenmoral (der Utilitarismus) schwächten das Leben, die autonome Selbstgesetzgebung, die Chancen der Zukunft um des Verneinens willen, ohne etwas Positives zu schaffen, das auch der Vornehme bejahen könne. Nietzsche polemisierte vor allem gegen die Entsagungsmoral. Mit seiner Kritik der Moral und der Demokratie forderte er keineswegs Anarchie. Diese ist ihm aufgrund der Zügellosigkeit ebenso ein Gräuel. Er setzte dagegen auf ein vornehmes Leben, das der Verantwortung, der Härte, der Bereitschaft, für seine Ziele zu leiden, der Ehrfurcht vor dem eigenen Schicksal.
„Dass aber deren Tempo für die Ungeduldigeren, für die Kranken und Süchtigen des genannten Instinktes noch viel zu langsam und schläfrig ist, dafür spricht das immer rasender werdende Geheul, das immer unverhülltere Zähnefletschen der Anarchisten-Hunde, welche jetzt durch die Gassen der europäischen Cultur schweifen: anscheinend im Gegensatz zu den friedlich-arbeitsamen Demokraten und Revolutions-Ideologen, noch mehr zu den tölpelhaften Philosophastern und Bruderschafts-Schwärmern, welche sich Socialisten nennen und die »freie Gesellschaft« wollen, in Wahrheit aber Eins mit ihnen Allen in der gründlichen und instinktiven Feindseligkeit gegen jede andre Gesellschafts-Form als die der autonomen Heerde (bis hinaus zur Ablehnung selbst der Begriffe »Herr« und »Knecht« — ni dieu ni maître [kein Gott, kein Herr] heisst eine socialistische Formel — );“ (JGB 202)
„Auf die Gefahr hin, unschuldige Ohren missvergnügt zu machen, stelle ich hin: der Egoismus gehört zum Wesen der vornehmen Seele, ich meine jenen unverrückbaren Glauben, dass einem Wesen, wie »wir sind«, andre Wesen von Natur unterthan sein müssen und sich ihm zu opfern haben. Die vornehme Seele nimmt diesen Thatbestand ihres Egoismus ohne jedes Fragezeichen hin, auch ohne ein Gefühl von Härte Zwang, Willkür darin, vielmehr wie Etwas, das im Urgesetz der Dinge begründet sein mag: — suchte sie nach einem Namen dafür, so würde sie sagen »es ist die Gerechtigkeit selbst«.“ (JGB 265)
Nietzsche fordert einen Menschen, der hart gegen sich selbst ist und bereit, sein Leid und die Konsequenzen zu tragen und Verantwortung zu übernehmen.
„…der soll der Größte sein, der der Einsamste sein kann, der Verborgenste, der Abweichendste, der Mensch jenseits von Gut und Böse, der Herr seiner Tugenden, der Überreiche des Willens: ebendies soll Größe heißen, ebenso vielfach als ganz, ebenso weit als voll sein können“. (JGB 212)

### Vornehme Moral
Nietzsche forderte in der Moral ein Überwinden der Kategorien „Gut“ und „Böse“ hin zu einer Moral, die vorwärts gerichtet ist und die er als „vornehme Moral“ bezeichnete. Vornehme Moral realisiere sich nur in einer Aristokratie. Diese benötige den „Pathos der Distanz.“ (JGB 257) Für den Freien Geist sei Einsamkeit eine Tugend. (JGB 284) Er sei unzeitgemäß, ein einsamer Wanderer, losgelöst von traditionellen Werten schweige er über das, was ihn wirklich antreibt. (JGB 44) Nur der aristokratische Mensch, der selbstbewusst genug ist, sich selbst zu verherrlichen, sei wertschaffend. Der Herrenmensch denke in der Kategorie des oben und unten, der Hierarchie. Sein Maßstab sei gut und schlecht. Der Sklavenmensch hingegen, der ängstlich und skeptisch ist, folge dem Maßstab von Gut und Böse, weil er hierdurch ein Mittel sehe, seine Lage zu verbessern.
„Im Vordergrunde steht das Gefühl der Fülle, der Macht, die überströmen will, das Glück der hohen Spannung, das Bewusstsein eines Reichthums, der schenken und abgeben möchte: — auch der vornehme Mensch hilft dem Unglücklichen, aber nicht oder fast nicht aus Mitleid, sondern mehr aus einem Drang, den der Überfluss von Macht erzeugt. […] der Glaube an sich selbst, der Stolz auf sich selbst, eine Grundfeindschaft und Ironie gegen »Selbstlosigkeit« gehört eben so bestimmt zur vornehmen Moral wie eine leichte Geringschätzung und Vorsicht vor den Mitgefühlen und dem »warmen Herzen«.“ (JGB 260)
„Es muss ihnen wider den Stolz gehen, auch wider den Geschmack, wenn ihre Wahrheit gar noch eine Wahrheit für Jedermann sein soll: was bisher der geheime Wunsch und Hintersinn aller dogmatischen Bestrebung war. ´Mein Urteil ist mein Urteil: dazu hat nicht leicht auch ein Anderer das Recht – sagt vielleicht solch ein Philosoph der Zukunft. Man muss den schlechten Geschmack von sich abthun, mit Vielen übereinstimmen zu wollen. ‚Gut‘ ist nicht mehr gut, wenn der Nachbar es in den Mund nimmt. Und wie Könnte es gar ein ‚Gemeingut‘ geben! Das Wort widerspricht sich selbst: was gemein sein kann, hat immer nur wenig Werth.“ (JGB s. 60)
In der Anerkennung moralischer Normen richte sich der natürliche Trieb zu Grausamkeit nach innen, gegen sich selbst. Es komme zu einer Triebverschiebung. Unternehmergeist, Kühnheit, Raubsucht würden ersetzt durch Selbstregulierung, Opfermut und Uneigennützigkeit. Das Extrem der Widernatürlichkeit sei die Askese, in der sich das Leben gegen das Leben selbst richtet. „Fast Alles, was wir »höhere Cultur« nennen, beruht auf der Vergeistigung und Vertiefung der Grausamkeit — dies ist mein Satz; jenes »wilde Thier« ist gar nicht abgetödtet worden, es lebt, es blüht, es hat sich nur — vergöttlicht.“ (JGB 229)
Der Vornehme übernehme Verantwortung für sein Leben. Leiden sei eine Lebensbedingung, die der Natur entspringt. Deshalb könne der Starke, der nicht durch die verweichlichte Mitleidskultur geprägt sei, Leiden ohne Hadern ertragen. Es sei das Dilemma des vornehmen Menschen, das der Wille zur Macht mit sich bringe. Das Leiden abzuschaffen, wie es Schopenhauer, der Buddhismus, das Christentum, die Demokraten oder die Sozialisten wollten, würde bedeuten, dass der Mensch nur Zuschauer bleibe. Solche Ideen seien nur negativ. Die vornehme Moral fordere, die Bereitschaft zum Leiden eher noch zu verstärken, um etwas Besonderes zu schaffen. Dies ist das dionysische Element des Willens zur Macht. Die neuen Philosophen hätten die Aufgabe, dem „Menschen die Zukunft des Menschen als seinen Willen, als abhängig von einem Menschen-Willen zu lehren und grosse Wagnisse und Gesammt-Versuche von Zucht und Züchtigung vorzubereiten.“ (JGB 203)
„Ein Mann, der sagt: ‚das gefällt mir, das nehme ich zu eigen und will es schützen und gegen Jedermann vertheidigen‘; ein Mann, der eine Sache führen, einen Entschluss durchführen, einem Gedanken Treue wahren, ein Weib festhalten, einen Verwegenen strafen und niederwerfen kann; ein Mann, der seinen Zorn und sein Schwert hat, und dem die Schwachen, Leidenden, Bedrängten, auch die Thiere gern zufallen und von Natur zugehören, kurz ein Mann, der von der Natur Herr ist, --wenn ein solcher Mann Mitleiden hat, nun! Dies Mitleiden hat Werth!“ (JGB 293)
Gegen die Kardinaltugenden Platons setzte Nietzsche vier eigene Tugenden, die der vornehme Geist besitzen müsse, „des Muthes, der Einsicht, des Mitgefühls, der Einsamkeit“ (JGB 284) Dazu empfahl er stolze Gelassenheit und „jenes spitzbübische und heitre Laster“ der Höflichkeit.

## Rezeption
Rudolf Steiner befasste sich bereits im Jahr 1889 mit Nietzsche. Seinen Zugang zu dessen Werk erhielt er über Jenseits von Gut und Böse. Mit vielen Gedanken stimmte er überein. Hierzu kommentierte er: „‚Jenseits von Gut und Böse‘ war das erste Buch das ich von ihm las. Ich war auch von dieser Betrachtungsart zugleich gefesselt und wieder zurückgestoßen. Ich konnte schwer mit Nietzsche zurecht kommen. Ich liebte seinen Stil, ich liebte seine Kühnheit; ich liebte aber durchaus die Art nicht, wie Nietzsche über die tiefsten Probleme sprach, ohne im geistigen Erleben bewusst in sie unterzutauchen.“
Hans Vaihinger nahm in seiner Philosophie des Als Ob in seinem Schlusskapitel unmittelbar auf den Fiktionalismus Nietzsches Bezug, das den Titel trägt: „Nietzsche und seine Lehre vom bewusst gewollten Schein (‚Der Wille zum Schein’)“.
Ernst Troeltsch sah in Nietzsches Atheismus eine tiefe Spannung zu einer „enthusiastischen Gläubigkeit“. In einem Aufsatz über Atheistische Ethik schrieb er im Jahr 1895 über Nietzsche: „Dann bleibt nicht Moral minus Religion, sondern dann erhebt sich die neue Moral Jenseits von Gut und Böse, die mit vollem Bewußtsein aus dem neuen Grund völlig neue Folgen zieht. Gerade er hat unermüdlich die Leute verhöhnt, die gebildet genug sein wollen, um keine Religion zu haben, aber zugleich denkfaul genug seien, um dann doch eine Moral des Altruismus zu behalten, die jetzt kein Fundament mehr hat.“
Die Bedeutung Nietzsches für ihr Fach diskutierten bekannte Psychologen in der Wiener Psychoanalytischen Vereinigung Anfang des 20. Jahrhunderts. Alfred Adler meinte 1908, „daß von allen bedeutenden Philosophen, die uns etwas hinterlassen haben, Nietzsche unserer Denkweise am nächsten“ stehe. Freud vermerkte 1910:
„A. Pick hat kürzlich (Zur Psychologie des Vergessens bei Geistes und Nervenkranken, Archiv für Kriminal-Anthropologie und Kriminalistik von H. Gross) eine Reihe von Autoren zusammengestellt, die den Einfluß aktiver Faktoren auf das Gedächtnis würdigen und – mehr oder minder deutlich – den Beitrag anerkennen, den das Abwehrstreben gegen Unlust leistet. Keiner von uns allen hat aber das Phänomen und seine psychologische Begründung so erschöpfend und so eindrucksvoll darstellen können wie Nietzsche in einem seiner Aphorismen (Jenseits von Gut und Böse, II. Hauptstück 68): »Das habe ich getan, sagt mein „Gedächtnis“. Das kann ich nicht getan haben, sagt mein Stolz und bleibt unerbittlich. Endlich gibt das Gedächtnis nach.«“
Allerdings wurde Adlers Ansatz, die Sexualität als einen Faktor des Willens zur Macht zu betrachten, von Freud kritisiert, weil dieses Weltbild den Faktor Liebe zu wenig berücksichtige.
„Das Lebensbild, welches aus dem Adlerschen System hervorgeht, ist ganz auf den Aggressionstrieb gegründet. Man könnte sich ja verwundern, dass eine so trostlose Weltanschauung überhaupt Beachtung gefunden hat; aber man darf nicht daran vergessen, daß die vom Joch ihrer Sexualitätsbedürfnisse unterjochte Menschheit bereit ist, alles anzunehmen, wenn man ihr nur die »Überwindung der Sexualität« hinhält.“
In der Nietzsche-Rezeption im Nationalsozialismus wurden einzelne Aussagen Nietzsches trotz gegenteiliger Gesamtaussage willkürlich zur Untermauerung der NS-Ideologie missbraucht. Hierzu zählte auch die in Jenseits von Gut und Böse ausgearbeitete These von der „jüdischen Sklavenmoral“, wobei geflissentlich übergangen wurde, dass das Christentum nach Nietzsche den Gedanken des sozialen Ausgleichs nur noch verstärkt hatte. So behauptete Martin Staemmler über die Juden: „Mit ingrimmigen Haß nehmen sie mit der ‚Sklavenmoral einer schwachen und unterwürfigen, demütigen und listigen Rasse (Nietzsche) die ausgesuchteste Rasse: durch planmäßige Umwertung aller Werte, im Kampf gegen alle Instinkte und die Natur, schaffen sie bewußt ein Gegenstück zur Moral, vergiften sie moralisch ein Volk.“ Es wurde behauptet, Nietzsche habe die deutsche Art stärken wollen und er sei ein Vordenker des Rassegedankens. Andererseits gab es Nationalsozialisten, die Nietzsches Feindschaft gegen den Antisemitismus erkannt hatten und vor einer Verwendung seiner Schriften für die eigene Ideologie warnten, so zum Beispiel der völkische Vordenker Theodor Fritsch in einer Rezension von 1897, der in Jenseits von Gut und Böse eine „Verherrlichung der Juden“ und eine „schroffe Verurteilung des Antisemitismus“ sah.
Martin Heidegger hat das Konzept des Willens zur Macht als eine metaphysische Grundkategorie interpretiert. Hierbei könne es sich „nicht um Psychologie, auch nicht um eine durch Physiologie unterbaute Psychologie handeln.“ Dagegen steht der unmittelbare Widerspruch von Walter Kaufmann: „In seinem Verständnis ist Wille zur Macht zuerst und vor allem der Schlüsselbebgriff einer psychologischen Hypothese.“ Wolfgang Müller-Lauter kritisiert an Heideggers Nietzscheinterpretation, dass dieser keinen Zugang zur Pluralität der Willen zur Macht (JGB 19) gefunden habe und diese auf ein „ursprünglich Einfaches“ reduziere, das so bei Nietzsche nicht vorzufinden sei. „Heideggers Auseinandersetzung mit Nietzsche bleibt auf Aspekte beschränkt, die für seine Konstruktion von Metaphysikgeschichte ergiebig sind.“
Adorno sah in Nietzsche die Negation der von ihm kritisierten Aufklärungsmoral. Seine besondere Leistung lag darin, dass er den Zusammenhang von Moral und Herrschaft herausgearbeitet hatte. Für ihn kommt Nietzsche das Verdienst zu, die Unmöglichkeit, „aus der Vernunft ein grundsätzliches Argument gegen den Mord vorzubringen, nicht vertuscht, sondern in aller Welt geschrieen zu haben.“ Auf der anderen Seite lehnte Adorno die Philosophie der Herrenmoral strikt ab. Für ihn widersprach sich Nietzsche, indem er wie Kant ein allgemeines Prinzip zur Grundlage der Moral machen wollte. „Kants Prinzip, ,alles aus der Maxime seines Willens als eines solchen zu tun, der zugleich sich selbst als allgemein gesetzgebenden zum Gegenstand haben könnte’, ist auch das Geheimnis des Übermenschen. Sein Wille ist nicht weniger despotisch als der kategorische Imperativ.“
Arthur C. Danto meinte zu Nietzsches Sprachverständnis: „Nietzsche gehört zu einer sehr interessanten Klasse von Denkern, zu denen auch Cassirer und Whorf zu zählen wären, die sich durch den Glauben definiert, dass wir selbst unsere Vorstellung von der Struktur der Wirklichkeit aus der Struktur unserer Sprache erzeugen, so dass unterschiedliche Strukturen des Wirklichen entsprechende unterschiedliche grammatische Strukturen zugrunde liegen und dass eine Änderung in der Grammatik folglich auch eine Änderung in der Welt impliziert,“ Die Sprache ist ein Gefängnis und der beste Weg, dem Gefängnis zu entrinnen, ist es, den Charakter der Sprache zu erkennen.
Volker Gerhardt verweist darauf, dass das „Pathos der Distanz“ für Nietzsche eine Voraussetzung für die Selbstüberwindung des Menschen und für die Wertschaffung im nietzscheanischen Sinn ist. Es ist die ethische Grundregel für den souveränen Menschen der Zukunft, mit der er zu sich selbst finden kann. Gerhard hob auch hervor, dass der Perspektivismus Nietzsches eine Parallele in der Metaphysik Whiteheads hat, in der jedes Subjekt als Organismus eine eigene subjektive Perspektive einnimmt, zugleich als ein Teil der Natur in die Gesamtheit aller Perspektiven eingebunden ist.
Für Friedrich Kaulbach ergibt sich aus dem Perspektivismus Nietzsches ein anderer Anspruch an Wahrheit. Nietzsche hat nicht nach Erkenntniswahrheit, sondern nach „Sinnwahrheit“ gefragt. Nietzsche hat als philosophischer Psychologe eine „perspektivische Philosophie der Philosophe“ vorgetragen, „einen Entwurf einer Perspektive einer Welt, an welcher ein Leben und seine Seins-Stellung erkennbar wird, welcher dieser Perspektive bedürfen.“
John Richardson merkte an, dass der Perspektivismus Nietzsches eine Ontologie voraussetzt, da es jemanden oder etwas, ein Seiendes, geben muss, der oder das die Perspektive einnimmt. Er vertrat die Auffassung, dass aus Nietzsches Interpretationismus folgt, dass alle Kraftzentren der Welt interpretieren und dabei eine Perspektive einnehmen. Jeder Trieb ist damit auf ein Ziel gerichtet. Der Wille zur Macht kann als ein Tätigkeitsmuster aufgefasst werden.
Giorgio Colli verwies auf das leicht zu übersehende Motiv der „Maske“, das Nietzsche eher nebenbei in Jenseits von Gut und Böse behandelte. „Jede Philosophie ist eine Vordergrunds-Philosophie — das ist ein Einsiedler-Urtheil: »es ist etwas Willkürliches daran, dass er hier stehen blieb, zurückblickte, sich umblickte, dass er hier nicht mehr tiefer grub und den Spaten weglegte, — es ist auch etwas Misstrauisches daran.« Jede Philosophie verbirgt auch eine Philosophie; jede Meinung ist auch ein Versteck, jedes Wort auch eine Maske.“ (JGB 289) Oberflächlich legte Nietzsche den geschichtlichen Hintergrund der Moral als Herrschaftsinstrument, die Fehler der Philosophen und, was vornehm ist, dar. Tatsächlich ging es ihm um die psychologische Konstitution des vornehmen Menschen. „Die ursprüngliche Innerlichkeit, mit der ein Individuum die Welt, die es umgibt, fühlt und dementsprechend reagiert, das ist es, was Nietzsche interessiert.“ Das Vornehme entsteht nach der Interpretation Collis durch die Distanz, durch das Leiden, das trennt. Der Vornehme verbirgt sich in der Einsamkeit, indem er die Anderen an seinem wahren Denken nicht teilhaben lässt. In der Einsamkeit erreicht der Vornehme Reinlichkeit. Die Einsamkeit schützt ihn davor, in der Gemeinschaft unterzugehen. Der Vornehme hat es nicht nötig, hat kein Bedürfnis, sich öffentlich darzustellen. „Wer vornehm ist, spürt das Bedürfnis nicht, es zu sein, wer das Bedürfnis danach fühlt, ist nicht vornehm.“

### Ausgaben
Siehe Nietzsche-Ausgabe für allgemeine Informationen.
- In der von Giorgio Colli und Mazzino Montinari gegründeten Kritischen Gesamtausgabe ist Jenseits von Gut und Böse zu finden in
  - Abteilung VI, Band 2 (zusammen mit Zur Genealogie der Moral). ISBN 978-3-11-005175-9. Ein Nachbericht, d. h. kritischer Apparat, fehlt zu diesem Band noch.
- Denselben Text liefert die Kritische Studienausgabe in Band 5 (zusammen mit Zur Genealogie der Moral und mit einem Nachwort von Giorgio Colli). Dieser erscheint auch als Einzelband unter der ISBN 978-3-423-30155-8. Der zugehörige Apparat befindet sich im Kommentarband (KSA 14), S. 377–382.
- Ebenfalls auf dieser Edition basiert die aktuelle Ausgabe bei Reclam, ISBN 3-15-007114-3. Sie enthält ein Nachwort von Volker Gerhardt.

### Sekundärliteratur
- Günter Abel: Nietzsche. Die Dynamik der Willen zur Macht und die ewige Wiederkehr. 2. Auflage. de Gruyter, Berlin 1998, ISBN 3-11-015191-X.
- Maudemarie Clark: Nietzsche on Truth and Philosophy. Cambridge 1990.
- Gilles Deleuze: Nietzsche et la Philosophie. Paris 1962.
  - Nietzsche und die Philosophie. Rogner und Bernhard, München 1976, ISBN 3-8077-0058-7.
- Edith Düsing: Nietzsches Denkweg. Theologie – Darwinismus – Nihilismus. Fink, Paderborn/München 2006, ISBN 978-3-7705-4254-3.
- Laurence Lampert: Nietzsche’s task. An Interpretation of „Beyond Good and Evil“. Yale University, London 2001.
- Philipp Silvester Mauch: Nietzsche über das Ganze. Immanenz und Differenz in Jenseits von Gut und Böse. Eine konzeptionelle Analyse. Dissertation. München 2009 (PDF; 2,4 MB).
- Lars Niehaus: Das Problem der Moral: Zum Verhältnis von Kritik und historischer Betrachtung im Spätwerk Nietzsches. Königshausen u. Neumann, Würzburg 2009, ISBN 978-3-8260-4132-7.
- Henning Ottmann: Politik und Philosophie bei Nietzsche. 2. verbesserte Auflage. de Gruyter, Berlin/New York 1999, ISBN 3-11-014770-X.
- Henning Ottmann (Hrsg.): Nietzsche-Handbuch. Leben – Werk – Wirkung. Metzler, Stuttgart/Weimar 2000, ISBN 3-476-01330-8.
- Andreas Urs Sommer: Kommentar zu Nietzsches Jenseits von Gut und Böse (= Heidelberger Akademie der Wissenschaften (Hg.): Historischer und kritischer Kommentar zu Friedrich Nietzsches Werken, Bd. 5/1).  de Gruyter, Berlin / Boston 2016, ISBN 978-3-11-029307-4
- Marcus  Born (Hrsg.): Friedrich  Nietzsche:  Jenseits  von Gut und Böse, Berlin (Akademie Verlag) [Klassiker Auslegen, Bd. . 48], Berlin 2014.
- Winfried Schröder: Moralischer Nihilismus. Typen radikaler Moralkritik von den Sophisten bis Nietzsche. Frommann-Holzboog, Stuttgart-Bad Cannstatt 2002, ISBN 3-7728-2232-0.
- Gerhard Schweppenhäuser: Nietzsches Überwindung der Moral. Zur Dialektik der Moralkritik in „Jenseits von Gut und Böse“ und in der „Genealogie der Moral“. Königshausen & Neumann, Würzburg 1988, ISBN 3-88479-364-0.
- Michael Steinmann: Die Ethik Friedrich Nietzsches. de Gruyter, Berlin/New York 2000, ISBN 3-11-016440-X.
- Paul van Tongeren: Die Moral von Nietzsches Moralkritik. Studie zu „Jenseits von Gut und Böse“. Bouvier, Bonn 1989, ISBN 3-416-02030-8.